# Zucchero (album)
Zucchero je album talijanskog rock i bluesa izvođača Zucchera. Album Zucchero je predviđen da se najpoznatiji hitovi Zucchera prepjevaju s talijanskog na engleski s time da s njime pjevaju neke zvijezde.

## Informacije
- Izdavačka kuća - : Polydor Records (Italija)

- Izašao: 1991.

## Pjesme
1. Diamante (engleska verzija)
2. Wonderful World (engleska verzija s Ericom Claptonom)
3. Il mare impetuoso ...
4. Mama (Madre dolcissima)
5. Dunes Of Mercy
6. Without a woman s Paulom Youngom)
7. You're losing me (Iruben me)
8. Solo una sana e consapevole libidine salva ll giovane dallo stress e dall'Azione Cattolica
9. You've chosen me (Hai scelto me)
10. Diavolo in me
11. Overdose (d'amore)
12. Nice (Nietzsche) che dice